# Richard Golz
Richard Golz (* 5. Juni 1968 in West-Berlin) ist ein ehemaliger deutscher Fußballtorwart und -trainer.

## Karriere als Spieler

### Verein
Golz begann 1975 seine Karriere als Torhüter bei Wacker 04 Berlin. 1979 wechselte er zum SC Tegel – wo er kurzzeitig als Innenverteidiger spielte – und kehrte 1981 zu Wacker Berlin zurück, um ab 1983 wieder für den SC Tegel zu spielen.

#### Hamburger SV
1985 wechselte er zum Hamburger SV in die A-Jugend und machte 1987 das Abitur wie viele andere HSV-Nachwuchsspieler am Gymnasium Heidberg in Hamburg-Langenhorn. Sein Debüt für den HSV feierte er am 28. Juli 1987 beim DFB-Supercup-Spiel gegen Bayern München. Golz wurde in der 87. Minute für den Feldspieler Carsten Kober eingewechselt, da dem Stammtorhüter Uli Stein nach einem Faustschlag ins Gesicht des Bayern-Torschützen Jürgen Wegmann die rote Karte gezeigt worden war. Am 1. August 1987, dem ersten Spieltag der Saison 1987/88, folgte Golz' Debüt in der Bundesliga. Das Spiel gegen Schalke 04 endete mit einem 5:2-Sieg. Der HSV setzte Uli Stein nach dem Vorfall beim Supercup nicht mehr ein, verpflichtete jedoch mit Mladen Pralija und Heinz-Josef Koitka zwei weitere Torhüter. Golz stand während seiner ersten Bundesligasaison insgesamt fünf Mal im Tor.
Besondere Aufmerksamkeit erregte Richard Golz am 17. April 1996 beim Bundesligaspiel gegen Hansa Rostock, als er aufgrund einer Verletzungsmisere des HSV als „Einwechsel-Stürmer“ eingesetzt wurde: Ersatztorhüter Holger Hiemann wurde für den Stürmer Daniel Stendel eingewechselt und übernahm den Platz im Tor, Golz wechselte in den Sturm.

#### SC Freiburg
Golz wechselte 1998 zum Bundesliga-Aufsteiger SC Freiburg. Hier erlebte er nach der UEFA-Cup-Teilnahme 2001 einen Abstieg aus der Bundesliga 2002, einen Aufstieg im Jahr 2003 und einen erneuten Abstieg 2005. In der Saison 2005/06 bestritt Golz als Ersatztorhüter für Alexander Walke sechs Zweitligaspiele. Bei den Fans des SCF erlangte Golz Kultstatus. Wenn er das Spielfeld betrat, wurde er mit frenetischen „Richie, Richie“-Rufen empfangen. Über Jahre hinweg zählte er zu den Lieblingsspielern der Fans und wurde 2000 zum Sportler des Jahres der Stadt Freiburg im Breisgau gewählt.

#### Hannover 96
Golz bekam beim SC Freiburg eine Aufgabe im Marketingbereich zugesichert, verließ jedoch den Verein und wechselte zu Hannover 96, wo er in seinen beiden letzten Jahren als zweiter Torhüter hinter Robert Enke nicht mehr zu einem Bundesligaeinsatz kam. Nach der Saison 2007/08 beendete er seine Karriere nach 21 Jahren als professioneller Fußballspieler.

### Nationalmannschaft
Golz kam in den Jahren 1989 und 1990 zu insgesamt sechs Einsätzen in der deutschen U-21-Nationalmannschaft.

## Karriere als Trainer und Funktionär
Von 2008/09 bis zur Saison 2012/13 war Richard Golz Torwart- und Co-Trainer der zweiten Mannschaft des Hamburger SV und hauptverantwortlicher Torwarttrainer des Nachwuchsleistungszentrums.
Ab der Saison 2013/14 übernahm er für zwei Jahre die Position des Torwarttrainers der Bundesligamannschaft von Hertha BSC. Im Vorfeld der WM 2018 war er unter Christoph Daum als Torwarttrainer Rumäniens tätig.

## Sonstiges
Golz studierte während seiner Zeit als Spieler beim Hamburger SV parallel zu seiner Profifußballkarriere Wirtschaftswissenschaften an der FernUni Hagen. Nach Abschluss seiner aktiven Karriere studierte er von 2011 bis 2013 an der Universität für Weiterbildung Krems Sport- und Eventmanagement und schloss diesen Studiengang mit dem Master of Business Administration ab. Das Thema der Masterarbeit war Altona 93. In der Saison 2015/16 arbeitete er für den Pay-TV-Sender Sky als Torwartexperte und analysierte dabei regelmäßig die Torhüter der Bundesliga. Sein Sohn Jakob (* 16. August 1998 in Hamburg) durchlief ebenfalls alle U-Mannschaften des Hamburger Sportvereins. Mittlerweile ist er Torhüter bei Rot-Weiss Essen.

## Erfolge als Spieler
- DFB-Pokal Halbfinale 1987/88 und 1996/97 mit dem HSV
- UEFA-Cup-Teilnahme (Viertelfinale) 1989/90 mit dem HSV
- UEFA-Cup-Teilnahme 2001/02 (3. Runde) mit dem SC Freiburg
- Meister 2. Bundesliga und Aufstieg in die Bundesliga 2003 mit dem SC Freiburg